# Košara
Košara (także Kožara) – bezludna wyspa w Chorwacji, na Morzu Adriatyckim.
Leży u wybrzeży wyspy Pašman. Zajmuje powierzchnię 0,93 km². Jej wymiary to 1,7 × 0,45 km. Maksymalna wysokość to 82 m n.p.m. Sąsiaduje z wyspami: Žižanj i Maslinjak. Na południowym wybrzeżu Košary funkcjonuje latarnia morska.